# Horní Jelení
Horní Jelení (německy Ober Jeleni) je město v okresu Pardubice v Pardubickém kraji. Nachází se v Orlické tabuli, asi 20 km východně od Pardubic. Žije zde přibližně 2 100 obyvatel.

## Historie
Již v předhusitských dobách zde stával lovecký hrádek, kolem něj vznikla pastevní víska, nazývaná Svrchní Jelení podle hojnosti jelení zvěře. Později vznikla východněji vesnička Spodní Jelení, která tvořila se Svrchním Jelením celek se společnou historií. Prvním známým držitelem byl král Jiří z Poděbrad.
První písemná zmínka o obci pochází z roku 1472.[zdroj⁠?!] První zmínka o jelenských obcích je z roku 1495, kdy je koupil Vilém z Pernštejna. Ten v okolí založil mnoho rybníků, z nichž se zachovaly Pětinoha, Hanzlíkovec a Pecenský rybník. Roku 1556 panství získal falckrabí na Rýně a solnohradský arcibiskup Arnošt, roku 1558 Přibík Beneš Sekerka ze Sedčic, za jehož panství byl na Jelení vystavěn pivovar a chmelnice. (V roce 1787 byl na Horním Jelení založen pivovar.[zdroj?]) Roku 1573 Jelení koupil rytíř Heřman Varlich z Bubna a na Skášově, který v letech 1600–1602 nechal postavit kostel s dřevěnou zvonicí, v němž je také pohřben, roku 1698 byla u kostela postavena dřevěná fara. Fara byla roku 1823 nahrazena zděnou, kostel prošel v letech 1850–1864 úpravami. Tvrz byla zbořena v roce 1817, v letech 1864–1866 nechal na jejím místě hraběcí rod Bubnů postavit jednoduchou jednopatrovou budovu zvanou zámek, která stojí dodnes. Tento zámek sloužil hospodářské správě jelenských statků, rod Bubnů z Litic sídlil v Doudlebách.
Kolem roku 1555 bylo Horní Jelení povýšeno na městečko, roku 1734 se stalo městysem s právem pořádat čtyři roční trhy, v roce 1912 městem. Od 10. října 2006 byl obci vrácen status města.
Roku 1929 byla na tehdejší Vysokomýtské třídě (dnes ulice Kolářského) otevřena nová škola. V roce 1948 byly majetky rodu Bubnů znárodněny a předány jednotným zemědělským družstvům a Československým státním lesům. Do roku 1960 náleželo Horní Jelení do okresu Holice, který v roce 1960 zanikl; od té doby náleží Horní Jelení do okresu Pardubice. V období socialismu bylo vybudováno fotbalové hřiště, koupaliště, mateřská škola a obchodní středisko v Horním Jelení a obchod na Dolním Jelení, přístavba a rekonstrukce školy, řada rodinných a řadových domků, vybudována hloubková kanalizace, čistička odpadních vod, nové veřejné osvětlení a místní rozhlas.
Po roce 1989 byl dostavěn vodojem a vodovodní síť, hloubková kanalizace, položen rozvod telefonních kabelů a obec byla plynofikována, opět byla provedena přístavba a rekonstrukce školy, byly vybudovány dva domy s pečovatelskou službou a větší množství obecních dvojdomků a řadových domů. Byly opraveny fara a kostel na Horním Jelení a modlitebna a kaplička na Dolním Jelení. Rod Bubnů dostal své majetky v restituci v roce 1994. Ve městě je základní i mateřská škola, pošta, 6 restaurací, 3 obchody s potravinami, řeznictví, drogerie, papírnictví, železářství, obchody oděvy a elektro a základní zdravotnické služby (praktičtí a zubní lékaři).

## Části obce
- Horní Jelení
- Dolní Jelení
- Rousínov

Dolní Jelení, jehož částí je Rousínov, bylo samostatnou obcí až do roku 1960, kdy bylo připojeno k Hornímu Jelení. Dnešní železniční stanice Čermná nad Orlicí na trati Choceň – Týniště – Meziměstí se původně jmenovala Korunka-Jelení, v letech 1896–1921 Čermná-Jelení.

## Pamětihodnosti
- Pseudogotický římskokatolický kostel Nejsvětější Trojice z roku 1866, postavený na místě kostela z roku 1602, zbořeného v roce 1863; v kostele je pohřben Heřman z Bubna
- Socha Anděla Strážce a socha svatého Floriána u kostela Nejsvětější Trojice
- Socha svaté Anny z roku 1824
- Socha svatého Jana Nepomuckého
- Mariánský sloup z roku 1704 na náměstí, sochu Immakulaty na 9 m sloupu vytvořil Michael Veit na náklad Františka Adama z Bubna
- Sloup se sousoším svaté Anny učitelky
- Přírodní památka Pětinoha, rybník

## Rodáci
- Jiřina Jelenská (1942–2007), herečka
- Karel Kaplan (1928–2023), historik
- Antonín Kosina (1849–1925), učitel, básník a spisovatel
- Emil Martinec (1869–1945), organizátor československé celní služby
- Jiří Novák, (1924–2010), houslista
- Josef Sokol (1831–1912), politik, poslanec Českého zemského sněmu a Říšské rady
- Oldřich Tošovský (1917–1940), vojenský pilot 311. československé bombardovací perutě RAF
- Lev Uhlíř (1897–1947), operní pěvec, básník

## Galerie

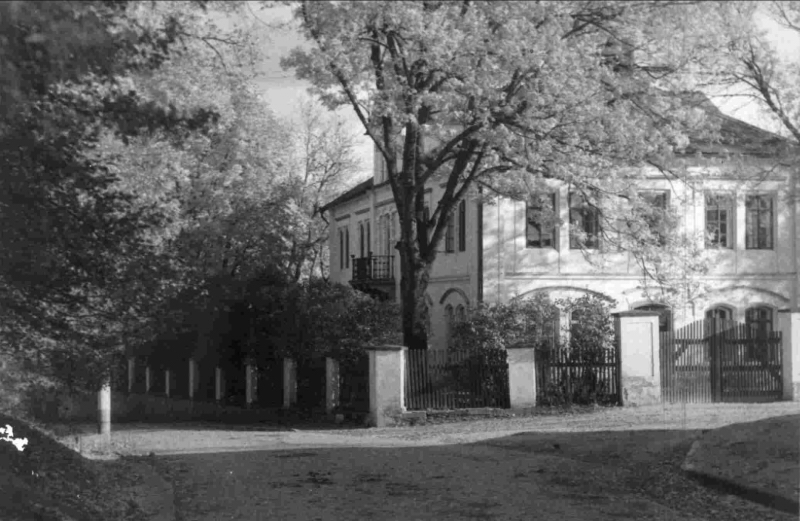
Lovecký zámeček, fotka z 19. století
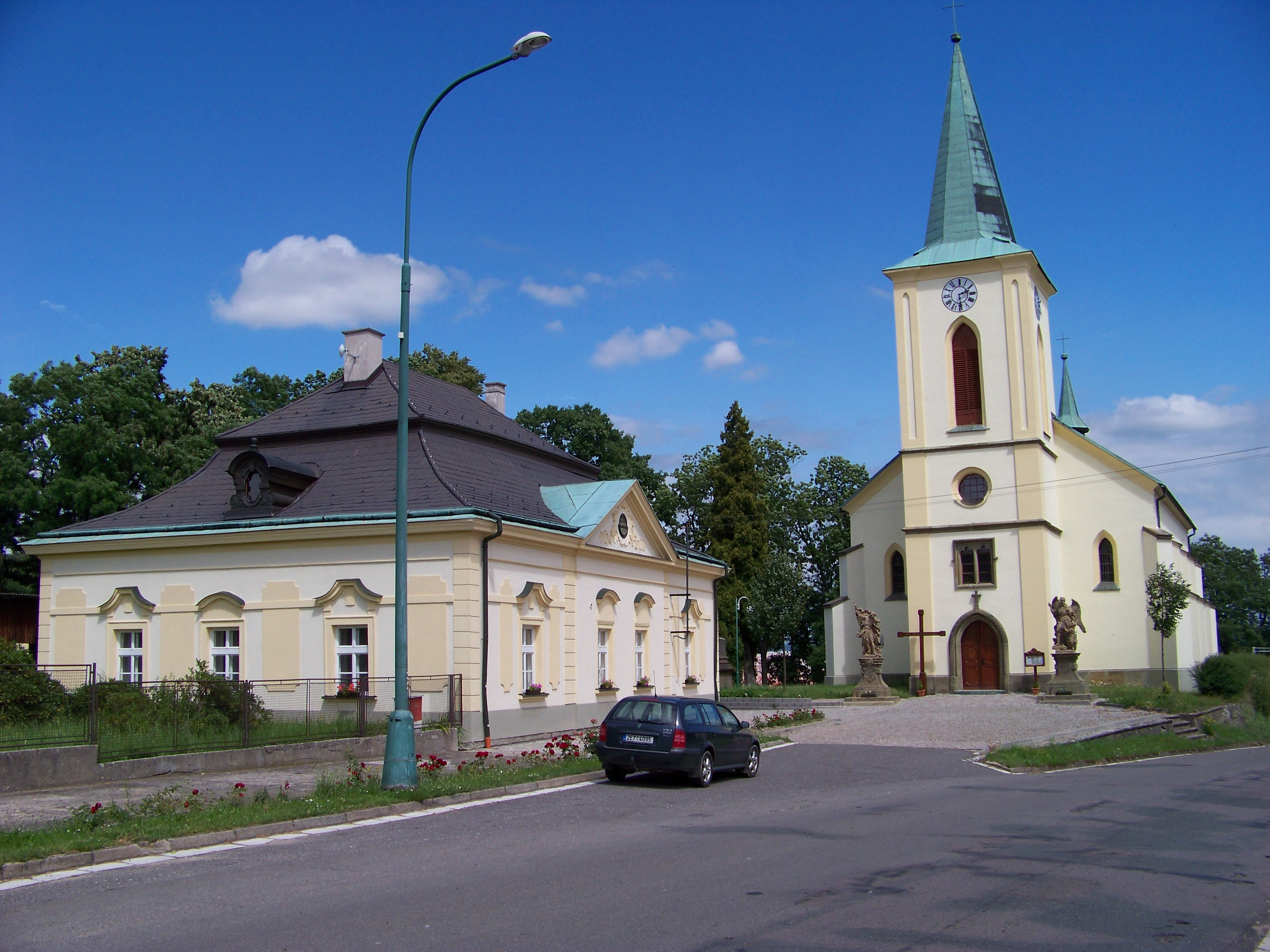
Kostel Nejsvětější Trojice s farou a barokními sochami
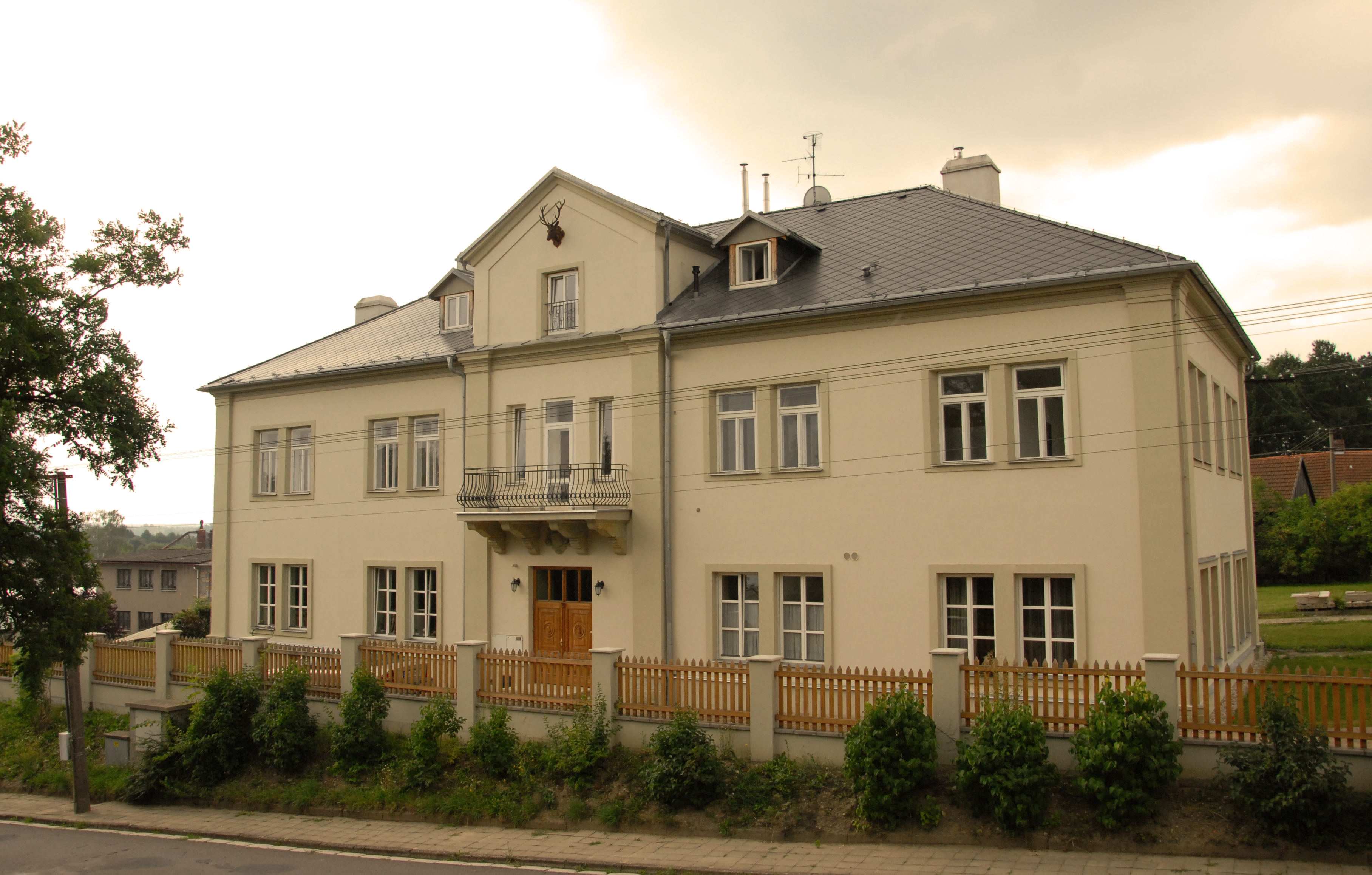
Hornojelenský zámeček v roce 2014
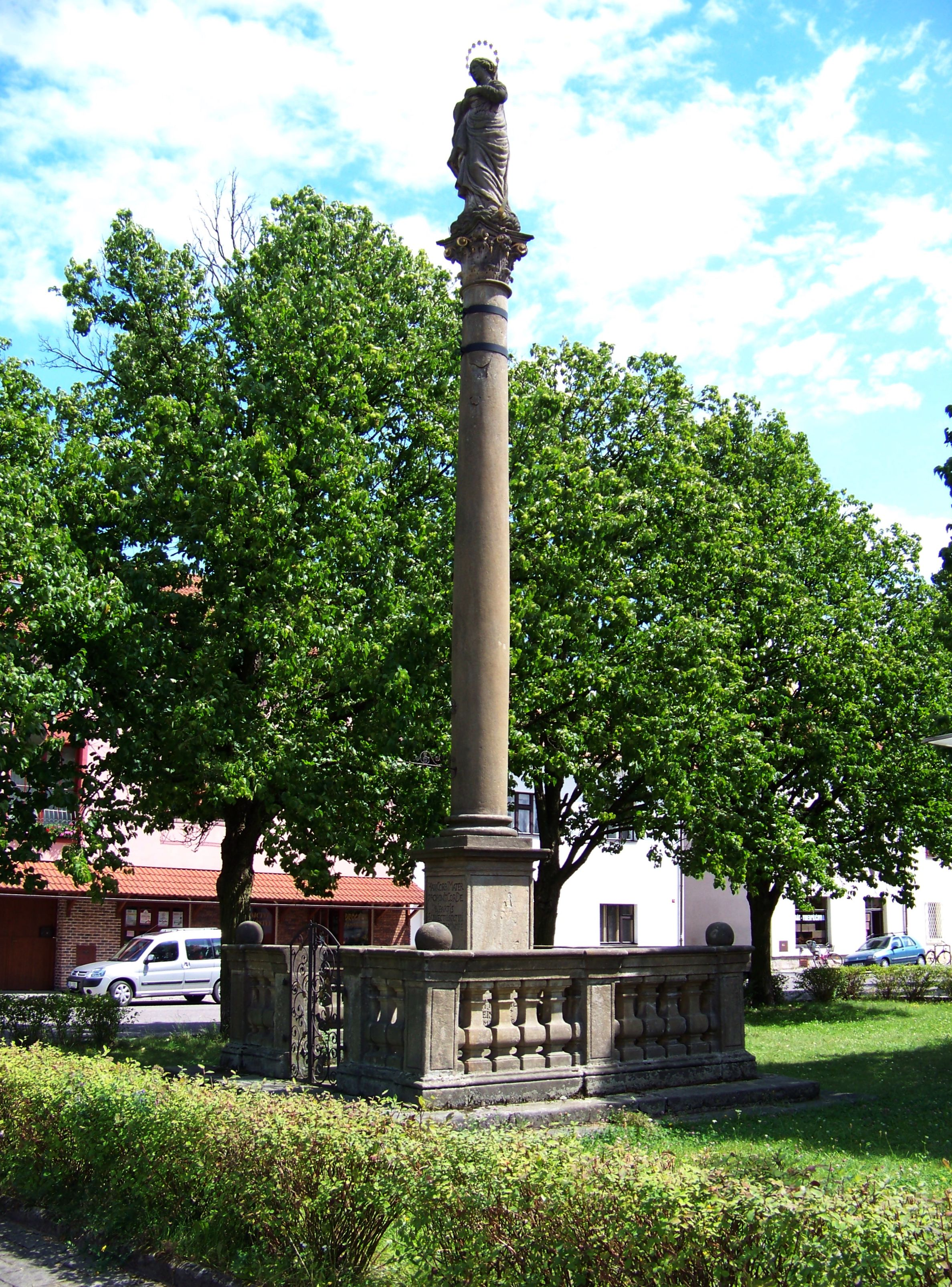
Mariánský sloup na Komenského náměstí